# Diofant d'Atenes
Diofant d'Atenes (Diophantus, Διόφαντος) fou orador àtic, contemporani de Demòstenes que va oposar-se contra el parti macedonià, considerat com un dels millors de la seva època. Seria el mateix del psefisme (decret) atenenc que ordenava que tots els artesans haurien de ser esclaus públic així com el militar esmentat per Diodor de Sicília, que va assistir al rei de Pèrsia a la seva campanya a Egipte el 350 aC.